# Cathédrale Saint-Paul de Pittsburgh
Cette  cathédrale n’est pas la seule cathédrale Saint-Paul.
La cathédrale Saint-Paul est une église catholique située à Pittsburgh, en Pennsylvanie. Elle est l'église-mère du diocèse de Pittsburgh, érigé en 1843. Cet imposant édifice néo-gothique, achevé en 1906, a été ajouté au Registre national des lieux historiques en 1983.

## Description
La première paroisse catholique de la région (celle du fort Duquesne) voit le jour durant la période française, en 1754. Il faut cependant attendre jusqu'en 1808 pour qu'une véritable église soit construite et qu'un prêtre résidant prenne ses fonctions. Cette modeste église, placée sous le patronage de saint Paul, est érigée en cathédrale en 1843, au moment de la création du diocèse de Pittsburgh. 
Le déclin de la population du centre-ville, conjugué au développement des activités industrielles dans le secteur, incitent les autorités ecclésiastiques à envisager la construction d'une nouvelle cathédrale, aux dimensions mieux adaptées à sa fonction d'église épiscopale. Un terrain est acquis sur la 5e avenue, dans le district d'Oakland. La construction du nouveau sanctuaire, dont le coût est estimé à plus d'un million de dollars, est achevée en 1906.
La cathédrale de Pittsburgh s'inspire de l'architecture gothique anglaise, en particulier du style « Decorated Gothic » en vigueur au XIIIe et au XIVe siècle. Dessinée par les architectes Egan et Prindeville, de Chicago, avec Thomas Reilly comme maître d'œuvre, cette vaste église présente une façade d'une grande verticalité, percée d'une grande baie et d'un triple portail surmonté de gâbles, ornée de plusieurs statues de saints et d'apôtres, et cantonnée de deux clochers couronnés de flèches. L'intérieur est divisé en cinq vaisseaux, couverts de voûtes d'ogives quadripartites.
Le sanctuaire est situé à proximité de l'université de Pittsburgh, de l'université Carnegie-Mellon et du centre médical de l'université de Pittsburgh.